# Libora
Libora est une commune rurale située dans le département de Tiéfora de la province de Comoé dans la région des Cascades au Burkina Faso.